# Smile (Romny)
Smile (ukrainisch Сміле; russisch Смелое Smeloje) ist ein Dorf in der ukrainischen Oblast Sumy mit etwa 1424 Einwohnern (2021).

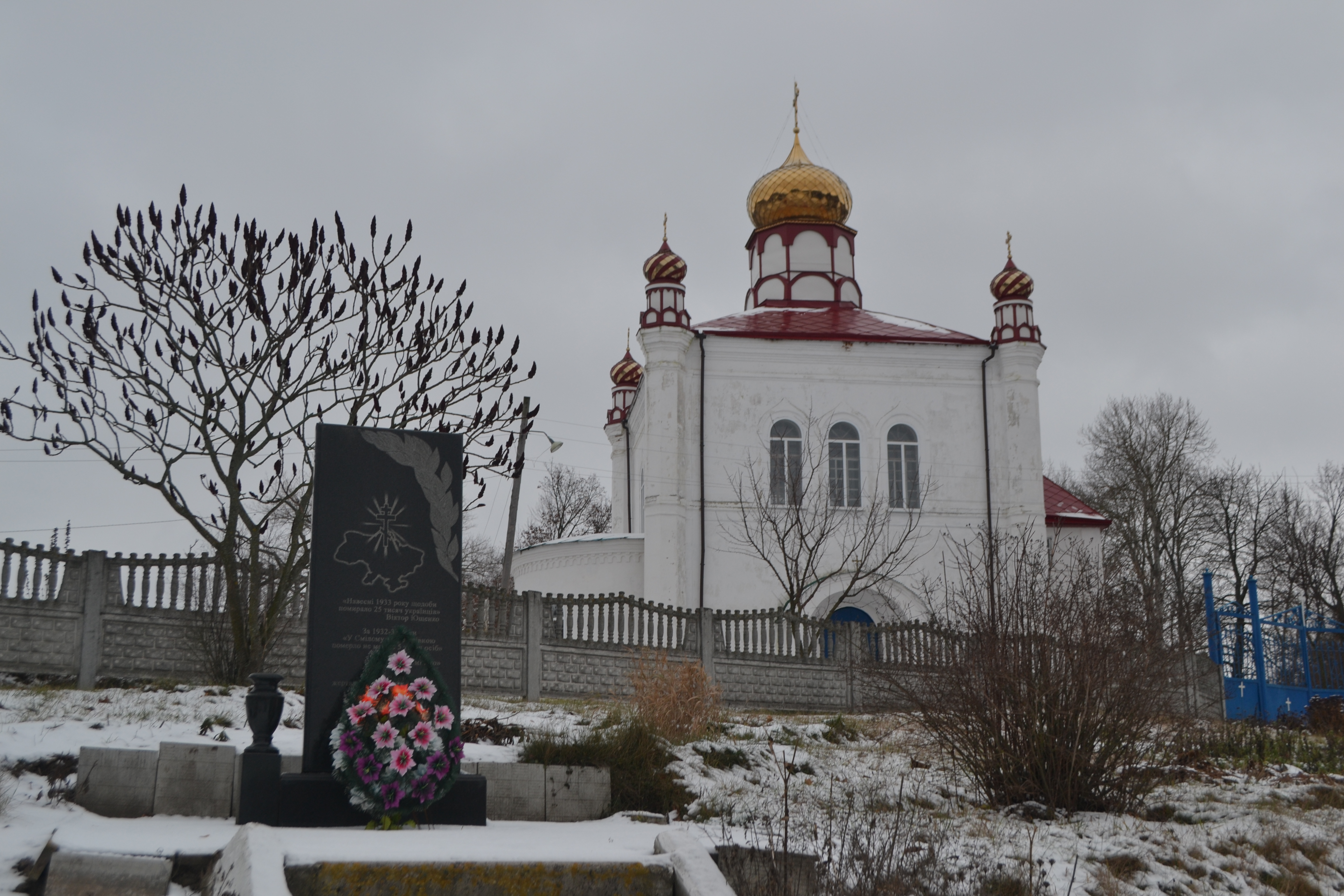
Kirche im Ort

Smile liegt am Ufer des Byschkin (Бишкінь), einem 38 km langen Nebenfluss der Sula. Durch das Dorf verläuft die Territorialstraße T–19–14. 
Das Rajonzentrum Romny liegt 27 km südlich und das Oblastzentrum Sumy 95 km östlich von Smile.
Am 12. Juni 2020 wurde das Dorf ein Teil der neugegründeten Landgemeinde Chmeliw, bis dahin bildete es zusammen mit dem südlich liegenden Dorf Tscherwone (Червоне) die gleichnamige Landratsgemeinde Smile (Смілівська сільська рада/Smiliwska silska rada) im Nordosten des Rajons Romny.

## Söhne und Töchter der Ortschaft
- Wolodymyr Parchomenko (1880–1942), ukrainischer Historiker